# Velký Jugan
Velký Jugan (rusky Большой Юган) je řeka v Chantymansijském autonomním okruhu v Ťumeňské oblasti v Rusku. Je dlouhá 1 063 km. Plocha povodí měří 34 700 km².

## Průběh toku
Pramení ve Vasjuganských bažinách a teče přes Západosibiřskou rovinu. V povodí řeky se nachází přibližně 8 000 jezer o celkové rozloze 545 km². Ústí zleva do Juganského ramene Obu.

### Přítoky
- zprava – Malý Jugan

## Vodní režim
Zdrojem vody jsou převážně sněhové srážky. Zamrzá v říjnu až v listopadu a rozmrzá na konci dubna až v květnu. V letech 1963 až 1973 činil průměrný průtok řeky ve vzdálenosti 118 km od ústí 177,67 m³/s.

## Využití
Řeka je splavná pro vodáky. Vodní doprava je možná od přístavu Kuplandějeva.